# Campionatul Mondial de Handbal Feminin din 2021 - Echipele
Acest articol prezintă echipele care iau parte la Campionatul Mondial de Handbal Feminin din 2021, desfășurat în Spania, a 25-a ediție a acestei competiții. Echipele finale au fost alese pe baza unor liste preliminare cuprinzând cel mult 35 de handbaliste. Fiecare echipă finală a fost alcătuită din 18 jucătoare, din care cel mult 16 au putut fi înscrise pe foaia de joc a fiecărui meci.
Vârsta, clubul, selecțiile și golurile înscrise sunt cele valabile pe 1 decembrie 2021.

## Grupa A

### Angola
Echipa a fost anunțată pe 11 noiembrie 2021.
Antrenor principal:  Filipe Cruz
| Nr. | Post            | Nume               | Data nașterii (vârsta) | Înălțime | Selecții | Goluri | Echipă              |
| --- | --------------- | ------------------ | ---------------------- | -------- | -------- | ------ | ------------------- |
| 2   | Centru          | Vilma Nenganga     | 12 septembrie 1996     | 1,75 m   | 12       | 22     | Petro de Luanda     |
| 5   | Centru          | Marília Quizelete  | 3 iunie 1997           | 1,73 m   | 10       | 13     | Petro de Luanda     |
| 6   | Extremă dreapta | Juliana Machado    | 6 noiembrie 1994       | 1,72 m   | 67       | 122    | Primeiro de Agosto  |
| 8   | Centru          | Helena Paulo       | 24 ianuarie 1998       | 1,73 m   | 39       | 167    | Primeiro de Agosto  |
| 10  | Pivot           | Albertina Kassoma  | 12 iunie 1996          | 1,85 m   | 81       | 205    | Rapid București     |
| 12  | Portar          | Helena Sousa       | 7 noiembrie 1994       | 1,82 m   | 43       | 2      | Handbol Sant Quirze |
| 13  | Extremă dreapta | Natália Kamalandua | 25 decembrie 1998      | 1,64 m   | 12       | 13     | Petro de Luanda     |
| 17  | Inter dreapta   | Wuta Dombaxe       | 5 aprilie 1986         | 1,73 m   | 84       | 71     | Primeiro de Agosto  |
| 20  | Inter stânga    | Stélvia Pascoal    | 20 octombrie 2002      | 1,72 m   | 10       | 1      | Petro de Luanda     |
| 23  | Pivot           | Liliane Mário      | 16 noiembrie 2004      | 1,79 m   | 0        | 0      | Primeiro de Agosto  |
| 25  | Pivot           | Liliana Venâncio   | 19 septembrie 1995     | 1,91 m   | 37       | 44     | Primeiro de Agosto  |
| 29  | Extremă stânga  | Mbongo Masseu      | 30 mai 2003            | 1,76 m   | 0        | 0      | Primeiro de Agosto  |
| 36  | Centru          | Tchieza Pemba      | 26 ianuarie 1995       | 1,78 m   | 0        | 0      | Petro de Luanda     |
| 37  | Portar          | Marta Alberto      | 10 februarie 1995      | 1,82 m   | 0        | 0      | Petro de Luanda     |
| 40  | Portar          | Eliane Paulo       | 9 martie 1999          | 1,81 m   | 0        | 0      | Primeiro de Agosto  |
| 90  | Inter stânga    | Isabel Guialo      | 8 aprilie 1990         | 1,70 m   | 84       | 265    | Fleury Loiret HB    |

### Franța
O echipă cu 20 de jucătoare a fost anunțată pe 29 octombrie 2021. A fost redusă la 18 jucătoare pe 29 noiembrie 2021.
Antrenor principal:  Olivier Krumbholz
| Nr. | Post            | Nume                  | Data nașterii (vârsta) | Înălțime | Selecții | Goluri | Echipă                  |
| --- | --------------- | --------------------- | ---------------------- | -------- | -------- | ------ | ----------------------- |
| 1   | Portar          | Laura Glauser         | 20 august 1993         | 1,80 m   | 85       | 1      | Győri Audi ETO KC       |
| 2   | Centru          | Méline Nocandy        | 25 februarie 1998      | 1,75 m   | 38       | 78     | Metz Handball           |
| 3   | Extremă dreapta | Alicia Toublanc       | 3 mai 1996             | 1,68 m   | 2        | 8      | Brest Bretagne Handball |
| 6   | Extremă stânga  | Chloé Valentini       | 19 aprilie 1995        | 1,65 m   | 39       | 80     | Metz Handball           |
| 7   | Inter stânga    | Allison Pineau        | 2 mai 1989             | 1,81 m   | 264      | 673    | RK Krim                 |
| 8   | Extremă stânga  | Coralie Lassource     | 1 septembrie 1992      | 1,70 m   | 42       | 56     | Brest Bretagne Handball |
| 10  | Centru          | Grâce Zaadi Deuna     | 7 iulie 1993           | 1,71 m   | 140      | 255    | Rostov-Don              |
| 14  | Inter stânga    | Kalidiatou Niakaté    | 15 martie 1995         | 1,77 m   | 54       | 74     | Brest Bretagne Handball |
| 16  | Portar          | Cléopatre Darleux     | 1 iulie 1989           | 1,76 m   | 178      | 4      | Brest Bretagne Handball |
| 19  | Inter dreapta   | Océane Sercien-Ugolin | 15 decembrie 1997      | 1,75 m   | 31       | 51     | RK Krim                 |
| 20  | Inter dreapta   | Laura Flippes         | 13 decembrie 1994      | 1,71 m   | 90       | 171    | Paris 92                |
| 24  | Pivot           | Béatrice Edwige       | 3 octombrie 1988       | 1,82 m   | 128      | 92     | Rostov-Don              |
| 26  | Pivot           | Pauletta Foppa        | 22 decembrie 2000      | 1,77 m   | 44       | 98     | Brest Bretagne Handball |
| 27  | Inter stânga    | Estelle Nze Minko     | 11 august 1991         | 1,78 m   | 138      | 312    | Győri Audi ETO KC       |
| 29  | Pivot           | Oriane Ondono         | 14 aprilie 1996        | 1,80 m   | 0        | 0      | Neptunes de Nantes      |
| 31  | Extremă dreapta | Lucie Granier         | 11 mai 1999            | 1,67 m   | 2        | 6      | ESBF Besançon           |
| 70  | Centru          | Tamara Horacek        | 5 noiembrie 1995       | 1,78 m   | 35       | 23     | Metz Handball           |
| 94  | Portar          | Catherine Gabriel     | 4 septembrie 1994      | 1,72 m   | 23       | 0      | Paris 92                |

### Muntenegru
O echipă cu 19 jucătoare a fost anunțată pe 22 noiembrie 2021.
Antrenor principal:  Bojana Popović
| Nr. | Post            | Nume               | Data nașterii (vârsta) | Înălțime | Selecții | Goluri | Echipă                  |
| --- | --------------- | ------------------ | ---------------------- | -------- | -------- | ------ | ----------------------- |
| 1   | Portar          | Marina Rajčić      | 24 august 1993         | 1,78 m   | 128      | 3      | Kastamonu Bld. GSK      |
| 4   | Extremă dreapta | Jovanka Radičević  | 23 octombrie 1986      | 1,69 m   | 169      | 914    | Kastamonu Bld. GSK      |
| 10  | Centru          | Matea Pletikosić   | 24 aprilie 1998        | 1,68 m   | 16       | 8      | ŽRK Budućnost           |
| 13  | Extremă stânga  | Dijana Mugoša      | 22 octombrie 1995      | 1,69 m   | 19       | 14     | RK Podravka             |
| 16  | Portar          | Ljubica Nenezić    | 15 ianuarie 1997       | 1,79 m   | 34       | 0      | SCM Gloria Buzău        |
| 21  | Extremă dreapta | Nina Bulatović     | 9 decembrie 1996       | 1,72 m   | 2        | 0      | ŽRK Budućnost           |
| 22  | Inter stânga    | Andrijana Popović  | 20 aprilie 2002        | 1,80 m   | 0        | 0      | ŽRK Budućnost           |
| 23  | Extremă dreapta | Dijana Ujkić       | 5 iulie 1996           | 1,72 m   | 5        | 32     | Bourg-de-Péage          |
| 24  | Inter dreapta   | Tanja Ašanin       | 5 noiembrie 1996       | 1,88 m   | 0        | 0      | Mosonmagyaróvári KC SE  |
| 25  | Inter dreapta   | Đurđina Malović    | 5 mai 1996             | 1,82 m   | 15       | 22     | Toulon Saint-Cyr HB     |
| 26  | Centru          | Nataša Ćorović     | 7 mai 1999             | 1,70 m   | 0        | 0      | ŽRK Budućnost           |
| 27  | Inter dreapta   | Sanja Premović     | 27 noiembrie 1992      | 1,82 m   | 38       | 6      | Konyaaltı Belediye Spor |
| 33  | Portar          | Anastasija Babović | 13 decembrie 2000      | 1,83 m   | 9        | 0      | Dunaújvárosi Kohász KA  |
| 34  | Pivot           | Tatjana Brnović    | 9 noiembrie 1998       | 1,84 m   | 37       | 50     | ŽRK Budućnost           |
| 66  | Pivot           | Ema Ramusović      | 28 noiembrie 1996      | 1,87 m   | 68       | 63     | CSM București           |
| 91  | Extremă stânga  | Ivona Pavićević    | 21 aprilie 1996        | 1,67 m   | 47       | 20     | ŽRK Budućnost           |
| 95  | Inter stânga    | Ilda Kepic         | 17 ianuarie 1995       | 1,88 m   | 0        | 0      | ŽRK Budućnost           |
| 96  | Centru          | Itana Grbić        | 1 septembrie 1996      | 1,69 m   | 58       | 72     | FTC-Rail Cargo Hungaria |
| 97  | Pivot           | Nikolina Vukčević  | 28 iulie 2000          | 1,79 m   | 10       | 3      | ŽRK Budućnost           |

### Slovenia
O echipă cu 26 de jucătoare a fost anunțată pe 16 noiembrie 2021. A fost redusă la 19 jucătoare pe 25 noiembrie 2021.
Antrenor principal:  Dragan Adžić
| Nr. | Post            | Nume                 | Data nașterii (vârsta) | Înălțime | Selecții | Goluri | Echipă                 |
| --- | --------------- | -------------------- | ---------------------- | -------- | -------- | ------ | ---------------------- |
| 1   | Portar          | Branka Zec           | 30 octombrie 1986      | 1,79 m   | 75       | 1      | VfL Waiblingen         |
| 3   | Pivot           | Manca Jurič          | 18 ianuarie 1995       | 1,75 m   | 13       | 10     | RK Krim                |
| 4   | Inter stânga    | Erin Novak           | 7 iunie 2002           | 1,76 m   | 2        | 0      | ŽRK Krka               |
| 6   | Inter dreapta   | Ana Gros             | 21 ianuarie 1991       | 1,86 m   | 121      | 583    | ȚSKA Moscova           |
| 7   | Centru          | Elizabeth Omoregie   | 29 decembrie 1996      | 1,76 m   | 7        | 24     | CSM București          |
| 9   | Centru          | Nina Žabjek          | 4 martie 1998          | 1,78 m   | 33       | 25     | RK Krim                |
| 10  | Inter stânga    | Tjaša Stanko         | 5 noiembrie 1997       | 1,73 m   | 68       | 315    | RK Krim                |
| 16  | Portar          | Maja Vojnović        | 26 ianuarie 1998       | 1,80 m   | 35       | 0      | Siófok KC              |
| 17  | Pivot           | Nataša Ljepoja       | 28 ianuarie 1996       | 1,78 m   | 33       | 26     | RK Krim                |
| 18  | Centru          | Nina Zulić           | 4 decembrie 1995       | 1,70 m   | 50       | 124    | Kastamonu Bld. GSK     |
| 20  | Inter dreapta   | Alja Varagić         | 11 decembrie 1990      | 1,85 m   | 65       | 122    | RK Krim                |
| 21  | Portar          | Amra Pandžić         | 20 septembrie 1989     | 1,78 m   | 62       | 1      | CS Minaur Baia Mare    |
| 28  | Extremă stânga  | Maja Svetik          | 9 martie 1996          | 1,67 m   | 24       | 42     | RK Krim                |
| 29  | Extremă dreapta | Živa Čopi            | 5 august 1998          | 1,63 m   | 12       | 9      | ŽRK Krka               |
| 34  | Extremă stânga  | Petra Kramar         | 29 mai 1996            | 1,73 m   | 0        | 0      | ŽRK Krka               |
| 35  | Inter stânga    | Ema Hrvatin          | 4 ianuarie 2000        | 1,76 m   | 0        | 0      | BSV Sachsen Zwickau    |
| 41  | Pivot           | Aneja Beganović      | 9 noiembrie 1997       | 1,73 m   | 43       | 68     |                        |
| 44  | Inter dreapta   | Dominika Mrmolja     | 28 aprilie 1994        | 1,80 m   | 2        | 0      | Dunaújvárosi Kohász KA |
| 66  | Extremă dreapta | Tija Gomilar Zickero | 12 mai 2000            | 1,68 m   | 5        | 5      | RK Krim                |

## Grupa B

### Camerun
O echipă cu 22 de jucătoare a fost anunțată pe 5 octombrie 2021. Echipa finală a fost făcută publică pe 27 noiembrie 2021.
Antrenor principal:  Serge Guebogo
| Nr. | Post            | Nume                | Data nașterii (vârsta) | Înălțime | Selecții | Goluri | Echipă                  |
| --- | --------------- | ------------------- | ---------------------- | -------- | -------- | ------ | ----------------------- |
| 1   | Portar          | Noelle Mben         | 5 ianuarie 1998        | 1,76 m   | 49       |        | Yenimahalle Bld. SK     |
| 3   | Extremă stânga  | Apoline Abena       | 16 aprilie 1995        | 1,74 m   | 4        |        | Fanz Yaoundé            |
| 4   | Extremă stânga  | Yvette Yuoh         | 7 iulie 1989           | 1,88 m   | 24       |        | Tonnerre Yaoundé        |
| 5   | Extremă stânga  | Gisele Nkolo        | 20 ianuarie 1999       | 1,66 m   | 21       |        | Dynamique de Bokito     |
| 9   | Extremă stânga  | Claudia Eyenga      | 11 aprilie 1991        | 1,65 m   | 40       |        | Africa sport d'Abidjan  |
| 10  | Centru          | Adjani Ngouoko      | 10 septembrie 1993     | 1,65 m   | 15       |        | Dynamique de Bokito     |
| 11  | Inter dreapta   | Laeticia Ateba      |                        | 1,76 m   | 31       |        | Fanz Yaoundé            |
| 12  | Portar          | Berthe Abianbakon   | 7 octombrie 1998       | 1,79 m   | 37       |        | La Roche-sur-Yon Vendée |
| 14  | Pivot           | Jasmine Yotchoum    | 2 decembrie 1994       | 1,90 m   | 54       |        | FAP Yaoundé             |
| 15  | Centru          | Anne Essam          | 6 ianuarie 1992        | 1,79 m   | 44       |        | FAP Yaoundé             |
| 19  | Inter stânga    | Cyrielle Ebanga     | 6 aprilie 1997         | 1,84 m   | 6        |        | ASPTT Strasbourg        |
| 22  | Portar          | Marie Balana        | 24 septembrie 1995     | 1,78 m   | 16       |        | FAP Yaoundé             |
| 25  | Extremă dreapta | Anne Mbouchou       | 7 mai 1995             | 1,62 m   | 0        | 0      | Tonnerre Yaoundé        |
| 39  | Centru          | Karichma Ekoh       | 5 martie 1998          | 1,75 m   | 6        |        | HBC Celles-sur-Belle    |
| 90  | Extremă dreapta | Clarisse Madjoufang | 7 iulie 1993           | 1,69 m   | 37       |        | FAP Yaoundé             |
| 93  | Inter dreapta   | Amelie Mvoua        | 2 octombrie 1997       | 1,75 m   | 4        |        | Fanz Yaoundé            |

### Polonia
O echipă cu 20 de jucătoare a fost anunțată pe 10 noiembrie 2021. A fost redusă la 17 jucătoare pe 25 noiembrie 2021. Julia Niewiadomska a înlocuit-o pe Magda Więckowska pe 30 noiembrie 2021.
Antrenor principal:  Arne Senstad
| Nr. | Post            | Nume                 | Data nașterii (vârsta) | Înălțime | Selecții | Goluri | Echipă                    |
| --- | --------------- | -------------------- | ---------------------- | -------- | -------- | ------ | ------------------------- |
| 2   | Inter stânga    | Aleksandra Zimny     | 21 martie 1996         | 1,90 m   | 8        | 11     | Eurobud JKS Jarosław      |
| 3   | Extremă stânga  | Oktawia Płomińska    | 5 octombrie 1998       | 1,66 m   | 4        | 14     | MKS FunFloor Perła Lublin |
| 8   | Inter dreapta   | Monika Kobylińska    | 9 aprilie 1995         | 1,77 m   | 68       | 208    | Brest Bretagne Handball   |
| 9   | Extremă dreapta | Magda Balsam         | 20 iunie 1996          | 1,72 m   | 9        | 9      | Eurobud JKS Jarosław      |
| 10  | Inter stânga    | Marta Gęga           | 16 aprilie 1986        | 1,84 m   | 64       | 108    | MKS FunFloor Perła Lublin |
| 13  | Pivot           | Sylwia Matuszczyk    | 5 iulie 1992           | 1,72 m   | 21       | 22     | Eurobud JKS Jarosław      |
| 16  | Portar          | Adrianna Płaczek     | 10 decembrie 1993      | 1,74 m   | 57       | 0      | Neptunes de Nantes        |
| 17  | Extremă dreapta | Adrianna Górna       | 22 martie 1996         | 1,71 m   | 26       | 16     | MKS Zagłębie Lubin        |
| 21  | Portar          | Barbara Zima         | 14 ianuarie 2000       | 1,89 m   | 5        | 1      | KPR Kobierzyce            |
| 22  | Inter stânga    | Aleksandra Rosiak    | 7 iulie 1997           | 1,82 m   | 28       | 36     | ESBF Besançon             |
| 39  | Inter dreapta   | Natalia Nosek        | 20 aprilie 1998        | 1,79 m   | 24       | 36     | ESBF Besançon             |
| 44  | Centru          | Julia Niewiadomska   | 11 februarie 2002      | 1,74 m   | 4        | 0      | SV Union Halle-Neustadt   |
| 66  | Pivot           | Joanna Szarawaga     | 2 aprilie 1994         | 1,85 m   | 45       | 62     | MKS FunFloor Perła Lublin |
| 89  | Centru          | Kinga Achruk         | 9 septembrie 1989      | 1,81 m   | 190      | 527    | MKS FunFloor Perła Lublin |
| 94  | Centru          | Romana Roszak        | 1 octombrie 1994       | 1,75 m   | 35       | 62     | MKS FunFloor Perła Lublin |
| 96  | Extremă stânga  | Dagmara Nocuń        | 2 ianuarie 1996        | 1,66 m   | 18       | 13     | TuS Metzingen             |
| 99  | Portar          | Monika Maliczkiewicz | 15 aprilie 1988        | 1,80 m   | 21       | 0      | MKS Zagłębie Lubin        |

### Federația Rusă de Handbal
O echipă cu 20 de jucătoare a fost anunțată pe 15 noiembrie 2021.
Antrenor principal:  Liudmila Bodnieva
| Nr. | Post            | Nume                     | Data nașterii (vârsta) | Înălțime | Selecții | Goluri | Echipă            |
| --- | --------------- | ------------------------ | ---------------------- | -------- | -------- | ------ | ----------------- |
| 1   | Portar          | Evelina Anoșkina         | 24 iunie 1996          | 1,76 m   | 3        | 0      | GK Astrahanocika  |
| 3   | Extremă stânga  | Polina Gorșkova          | 22 noiembrie 1989      | 1,73 m   | 34       | 58     | ȚSKA Moscova      |
| 11  | Portar          | Anastasia Laghina        | 11 august 1995         | 1,80 m   | 11       | 2      | Rostov-Don        |
| 78  | Inter stânga    | Irina Korneeva           | 7 iunie 1995           | 1,82 m   | 16       | 6      | GK Astrahanocika  |
| 23  | Inter stânga    | Elena Mihailicenko       | 14 septembrie 2001     | 1,80 m   | 21       | 28     | ȚSKA Moscova      |
| 25  | Extremă dreapta | Olga Fomina              | 17 aprilie 1989        | 1,75 m   | 151      | 305    | GK Lada           |
| 31  | Inter stânga    | Karina Sabirova          | 23 martie 1998         | 1,81 m   | 27       | 41     | ȚSKA Moscova      |
| 33  | Centru          | Ekaterina Ilina          | 7 martie 1991          | 1,74 m   | 119      | 318    | ȚSKA Moscova      |
| 35  | Centru          | Valeria Kirdiașeva       | 28 noiembrie 2000      | 1,77 m   | 2        | 5      | GK Lada           |
| 36  | Extremă dreapta | Iulia Managarova         | 27 septembrie 1988     | 1,67 m   | 70       | 220    | Rostov-Don        |
| 39  | Inter dreapta   | Antonina Skorobogatcenko | 14 februarie 1999      | 1,82 m   | 58       | 128    | ȚSKA Moscova      |
| 41  | Inter stânga    | Veronika Nikitina        | 16 februarie 1992      | 1,75 m   | 13       | 19     | GK Lada           |
| 51  | Centru          | Milana Tajenova          | 6 martie 1999          | 1,82 m   | 2        | 1      | Rostov-Don        |
| 67  | Pivot           | Anastasia Ilarionova     | 28 martie 1999         | 1,80 m   | 28       | 16     | ȚSKA Moscova      |
| 76  | Inter dreapta   | Ekaterina Zelenkova      | 28 februarie 1999      | 1,82 m   | 2        | 3      | Rostov-Don        |
| 77  | Centru          | Iaroslava Frolova        | 18 mai 1997            | 1,77 m   | 41       | 90     | Rostov-Don        |
| 83  | Extremă dreapta | Albina Murzalieva        | 10 mai 1996            | 1,67 m   | 0        | 0      | Zvezda Zvenigorod |
| 86  | Inter stânga    | Olga Șcerbak             | 14 martie 1998         | 1,77 m   | 2        | 5      | GK Lada           |
| 96  | Extremă stânga  | Iulia Markova            | 23 ianuarie 2001       | 1,68 m   | 20       | 18     | ȚSKA Moscova      |
| 99  | Portar          | Polina Kaplina           | 16 august 1999         | 1,81 m   | 7        | 1      | ȚSKA Moscova      |

### Serbia
O echipă cu 23 de jucătoare fost anunțată pe 15 noiembrie 2021. A fost redusă la 18 jucătoare pe 30 noiembrie 2021.
Antrenor principal:  Uroš Bregar
| Nr. | Post            | Nume                | Data nașterii (vârsta) | Înălțime | Selecții | Goluri | Echipă                         |
| --- | --------------- | ------------------- | ---------------------- | -------- | -------- | ------ | ------------------------------ |
| 6   | Inter stânga    | Ivana Mitrović      | 3 februarie 1993       | 1,68 m   | 5        | 6      | ŽRK Budućnost Podgorica        |
| 11  | Inter dreapta   | Marija Agbaba       | 9 august 1995          | 1,81 m   | 8        | 3      | Vasas SC                       |
| 12  | Portar          | Jelena Đurašinović  | 23 martie 1998         | 1,76 m   | 3        | 0      | Eurobud JKS Jarosław           |
| 13  | Pivot           | Jelena Agbaba       | 20 iunie 1997          | 1,79 m   | 22       | 43     | Budaörs Handball               |
| 15  | Inter dreapta   | Anđela Janjušević   | 18 iunie 1995          | 1,78 m   | 56       | 98     | Siófok KC                      |
| 16  | Portar          | Jovana Risović      | 7 octombrie 1993       | 1,71 m   | 68       | 3      | RK Krim                        |
| 17  | Extremă dreapta | Ana Kojić           | 4 octombrie 1997       | 1,63 m   | 16       | 23     | Mosonmagyaróvári KC SE         |
| 18  | Centru          | Tamara Radojević    | 6 septembrie 1992      | 1,72 m   | 74       | 151    | Kisvárdai KC                   |
| 19  | Extremă stânga  | Tamara Kocić        | 17 iulie 2003          | 1,76 m   | 0        | 0      | ŽRK Bekament Bukovička         |
| 22  | Inter stânga    | Jovana Jovović      | 4 decembrie 2001       | 1,77 m   | 17       | 18     | Budaörs Handball               |
| 24  | Inter stânga    | Jovana Kovačević    | 8 aprilie 1996         | 1,78 m   | 19       | 41     | CS Gloria 2018 Bistrița-Năsăud |
| 25  | Extremă stânga  | Aleksandra Stamenić | 12 iulie 1998          | 1,75 m   | 0        | 0      | Kisvárdai KC                   |
| 27  | Inter stânga    | Marija Jovanović    | 31 martie 1995         | 1,75 m   | 15       | 5      | ÍBV                            |
| 29  | Extremă dreapta | Nataša Lovrić       | 2 octombrie 2000       | 1,74 m   | 0        | 0      | ŽORK Jagodina                  |
| 33  | Inter stânga    | Jovana Stoiljković  | 30 septembrie 1988     | 1,81 m   | 112      | 373    | Chambray Touraine HB           |
| 71  | Centru          | Kristina Liščević   | 20 octombrie 1989      | 1,73 m   | 111      | 281    | SCM Râmnicu Vâlcea             |
| 83  | Pivot           | Marija Petrović     | 18 martie 1994         | 1,83 m   | 13       | 6      | SCM Gloria Buzău               |
| 91  | Portar          | Kristina Graovac    | 14 august 1991         | 1,73 m   | 25       | 5      | Bayer Leverkusen               |

## Grupa C

### Iran
O echipă cu 27 de jucătoare a fost anunțată pe 17 noiembrie 2021. A fost redusă la 19 jucătoare pe 23 noiembrie 2021.
Antrenor principal:  Ezzatollah Razmgar
| Nr. | Post            | Nume              | Data nașterii (vârsta) | Înălțime | Selecții | Goluri | Echipă                  |
| --- | --------------- | ----------------- | ---------------------- | -------- | -------- | ------ | ----------------------- |
| 7   | Inter stânga    | Maryam Yousefi    | 25 septembrie 1990     | 1,72 m   | 150      | 200    | Taasisat Daryaei        |
| 8   | Extremă stânga  | Nourieh Abbasi    | 21 martie 1998         | 1,71 m   | 28       | 86     | Antalya Anadolu SK      |
| 9   | Extremă stânga  | Hadiseh Norouzi   | 11 octombrie 1998      | 1,72 m   | 50       | 25     | Foolad Sepahan Isfahan  |
| 10  | Pivot           | Atieh Shahsavari  | 16 ianuarie 2000       | 1,80 m   | 120      | 55     | Eshtad Sazeh Mashhad    |
| 11  | Inter dreapta   | Shima Zare        | 6 ianuarie 1985        | 1,77 m   | 200      | 112    | Shahid Shameli Kazeroon |
| 12  | Portar          | Fatemeh Khalili   | 30 iunie 1996          | 1,74 m   | 200      | 0      | Antalya Anadolu SK      |
| 13  | Inter dreapta   | Shaghayegh Bapiri | 4 martie 1991          | 1,62 m   | 285      | 32     | Eshtad Sazeh Mashhad    |
| 14  | Extremă dreapta | Hanieh Karimi     | 2 mai 2003             | 1,73 m   | 0        | 0      | Perspolis Behbahan      |
| 17  | Centru          | Mina Vatanparast  | 10 decembrie 1989      | 1,67 m   | 30       | 100    | Eshtad Sazeh Mashhad    |
| 18  | Portar          | Zeinab Bazrafkan  | 23 noiembrie 1992      | 1,70 m   | 120      | 0      | Shahid Shameli Kazeroon |
| 20  | Extremă stânga  | Bahar Izadgashb   | 2 iulie 2000           | 1,64 m   | 12       | 16     | Shahid Shameli Kazeroon |
| 22  | Portar          | Hanieh Lak        | 2 ianuarie 1990        | 1,72 m   | 30       | 0      | Eshtad Sazeh Mashhad    |
| 26  | Centru          | Sona Bidad        | 24 iunie 1993          | 1,68 m   | 23       | 12     | Shahid Shameli Kazeroon |
| 27  | Inter dreapta   | Arezoo Kianara    | 25 ianuarie 1994       | 1,73 m   | 62       | 26     | Eshtad Sazeh Mashhad    |
| 29  | Inter dreapta   | Hedieh Veisi      | 18 noiembrie 2002      | 1,71 m   | 16       | 40     | Shahid Shameli Kazeroon |
| 58  | Centru          | Mehraban Badvi    | 16 mai 2003            | 1,75 m   | 0        | 0      |                         |
| 77  | Pivot           | Setareh Rahmanian | 19 noiembrie 1994      | 1,78 m   | 0        | 0      | Shahid Shameli Kazeroon |
| 78  | Pivot           | Elnaz Ghasemi     | 13 ianuarie 1996       | 1,71 m   | 60       | 125    | Antalya Anadolu SK      |
| 98  | Extremă dreapta | Negar Zendehboudi | 30 august 2002         | 1,70 m   | 0        | 0      |                         |

### Kazahstan
Antrenor principal:  Liazzat Ișanova
| Nr. | Post            | Nume                  | Data nașterii (vârsta) | Înălțime | Selecții | Goluri | Echipă            |
| --- | --------------- | --------------------- | ---------------------- | -------- | -------- | ------ | ----------------- |
| 1   | Portar          | Iulia Poilova         | 9 noiembrie 1988       | 1,85 m   | 27       | 2      | USC Dostîk        |
| 4   | Pivot           | Zlata Zviaghina       | 26 noiembrie 2002      | 1,72 m   | 21       | 25     | GK Kaisar         |
| 7   | Extremă stânga  | Kamila Serikbaeva     | 20 noiembrie 1998      | 1,60 m   | 3        | 1      | USC Dostîk        |
| 8   | Inter stânga    | Viktoria Kolotinskaia | 10 martie 1995         | 1,78 m   | 67       | 121    | GK Kaisar         |
| 9   | Inter stânga    | Veronika Hardina      | 29 august 1996         | 1,75 m   | 46       | 114    | GK Kaisar         |
| 10  | Pivot           | Irina Antonova        | 2 iulie 1986           | 1,80 m   | 180      | 768    | USC Dostîk        |
| 12  | Portar          | Jannat Aitenova       | 5 noiembrie 1989       | 1,80 m   | 113      | 4      | GK Kaisar         |
| 15  | Inter stânga    | Irina Alexandrova     | 2 octombrie 1994       | 1,83 m   | 183      | 866    | USC Dostîk        |
| 16  | Portar          | Tatiana Davîdova      | 26 iunie 2000          | 1,73 m   | 20       | 0      | GK Kaisar         |
| 17  | Extremă dreapta | Janerke Seitkassim    | 5 decembrie 2002       | 1,68 m   | 21       | 31     | GK Kaisar         |
| 18  | Pivot           | Madina Mirzamseitova  | 4 februarie 2005       | 1,78 m   | 0        | 0      | USC Dostîk        |
| 24  | Pivot           | Natalia Poluianko     | 24 octombrie 1995      | 1,70 m   | 21       | 29     | GK Kaisar         |
| 26  | Portar          | Kamila Nadirova       | 21 martie 2005         | 1,78 m   | 6        | 0      | GK Kazigurt       |
| 44  | Pivot           | Luiza Hasanova        | 20 octombrie 2001      | 1,62 m   | 7        | 8      | USC Dostîk        |
| 55  | Inter dreapta   | Kristina Stepanova    | 8 august 2001          | 1,78 m   | 27       | 139    | Kazygurt Handball |
| 57  | Inter dreapta   | Kristina Radaeva      | 4 ianuarie 1995        | 1,78 m   | 35       | 85     | USC Dostîk        |
| 72  | Pivot           | Valentina Degtiareva  | 7 ianuarie 1993        | 1,62 m   | 21       | 16     | USC Dostîk        |
| 77  | Centru          | Tanșolpan Jumadilova  | 18 iulie 1998          | 1,65 m   | 47       | 137    | Kazygurt Handball |
| 84  | Portar          | Asemgul Amankeldi     | 27 iulie 1998          | 1,70 m   | 4        | 0      | USC Dostîk        |
| 87  | Inter stânga    | Yelena Berenda        | 3 iunie 2004           | 1,75 m   | 0        | 0      | USC Dostîk        |
| 93  | Inter dreapta   | Janerke Kuandikova    | 25 februarie 2004      | 1,72 m   | 0        | 0      | USC Dostîk        |
| 96  | Pivot           | Dana Abilda           | 18 octombrie 1996      | 1,67 m   | 153      | 368    | GK Kaisar         |
| 97  | Extremă stânga  | Xenia Pupcenkova      | 18 martie 2002         | 1,68 m   | 15       | 20     | USC Dostîk        |
| 99  | Inter dreapta   | Maria Pupcenkova      | 10 martie 1998         | 1,75 m   | 47       | 107    | GK Kaisar         |
|     | Inter stânga    | Alesia Malișeva       | 25 iulie 2001          | 1,79 m   | 18       | 32     | GK Kaisar         |
|     | Pivot           | Valentina Sitnikova   | 10 noiembrie 1998      | 1,65 m   | 24       | 88     | GK Kazigurt       |

### Norvegia
Echipa a fost anunțată pe 9 noiembrie 2021. Pe 22 noiembrie, Stine Skogrand a anunțat că este însărcinată și s-a retras din echipă. Pe 3 decembrie, Malin Aune, Emilie Hovden și Rikke Granlund au fost adăugate pentru a completa o echipă cu 18 jucătoare.
Antrenor principal:  Thorir Hergeirsson
| Nr. | Post            | Nume                   | Data nașterii (vârsta) | Înălțime | Selecții | Goluri | Echipă                     |
| --- | --------------- | ---------------------- | ---------------------- | -------- | -------- | ------ | -------------------------- |
| 2   | Centru          | Henny Reistad          | 9 februarie 1999       | 1,81 m   | 39       | 122    | Team Esbjerg               |
| 3   | Inter stânga    | Emilie Hegh Arntzen    | 1 ianuarie 1994        | 1,84 m   | 121      | 204    | CSM București              |
| 4   | Inter stânga    | Veronica Kristiansen   | 10 iulie 1990          | 1,75 m   | 157      | 516    | Győri Audi ETO KC          |
| 9   | Inter dreapta   | Nora Mørk              | 5 aprilie 1991         | 1,67 m   | 144      | 709    | Vipers Kristiansand        |
| 10  | Centru          | Stine Bredal Oftedal   | 25 septembrie 1991     | 1,68 m   | 215      | 586    | Győri Audi ETO KC          |
| 11  | Extremă dreapta | Malin Aune             | 4 martie 1995          | 1,65 m   | 72       | 138    | CSM București              |
| 12  | Portar          | Silje Solberg          | 16 iunie 1990          | 1,78 m   | 168      | 3      | Győri Audi ETO KC          |
| 13  | Pivot           | Kari Brattset Dale     | 15 februarie 1991      | 1,83 m   | 91       | 226    | Győri Audi ETO KC          |
| 15  | Pivot           | Vilde Ingstad          | 18 decembrie 1994      | 1,78 m   | 81       | 61     | Team Esbjerg               |
| 16  | Portar          | Katrine Lunde          | 30 martie 1980         | 1,80 m   | 319      | 3      | Vipers Kristiansand        |
| 19  | Inter dreapta   | Moa Högdahl            | 14 martie 1996         | 1,78 m   | 27       | 34     | Viborg HK                  |
| 20  | Extremă dreapta | Marit Røsberg Jacobsen | 25 februarie 1994      | 1,65 m   | 86       | 144    | Team Esbjerg               |
| 23  | Extremă stânga  | Camilla Herrem         | 8 octombrie 1986       | 1,67 m   | 277      | 780    | Sola HK                    |
| 24  | Extremă stânga  | Sanna Solberg-Isaksen  | 16 iunie 1990          | 1,78 m   | 172      | 318    | Team Esbjerg               |
| 25  | Inter stânga    | Kristine Breistøl      | 23 august 1993         | 1,92 m   | 31       | 35     | Team Esbjerg               |
| 27  | Extremă dreapta | Emilie Hovden          | 5 aprilie 1996         | 1,63 m   | 3        | 8      | Storhamar HE               |
| 28  | Portar          | Rikke Granlund         | 14 noiembrie 1989      | 1,72 m   | 9        | 0      | Chambray Touraine Handball |
| 30  | Pivot           | Maren Nyland Aardahl   | 2 martie 1994          | 1,82 m   | 4        | 6      | Odense Håndbold            |

### România
O echipă cu 21 de jucătoare a fost anunțată pe 16 noiembrie 2021. A fost redusă la 18 jucătoare pe 30 noiembrie 2021. Pe 4 decembrie 2021, Alexandra Badea a înlocuit-o pe Oana Borș, accidentată la genunchi în meciul de deschidere.
Antrenor principal:  Adrian Vasile
| Nr. | Post            | Nume                 | Data nașterii (vârsta) | Înălțime | Selecții | Goluri | Echipă                         |
| --- | --------------- | -------------------- | ---------------------- | -------- | -------- | ------ | ------------------------------ |
| 2   | Extremă stânga  | Nicoleta Dincă       | 2 iulie 1988           | 1,73 m   | 35       | 27     | CS Gloria 2018 Bistrița-Năsăud |
| 3   | Centru          | Mădălina Zamfirescu  | 31 octombrie 1994      | 1,80 m   | 42       | 35     | SCM Gloria Buzău               |
| 6   | Pivot           | Alexandra Subțirică  | 8 decembrie 1987       | 1,70 m   | 8        | 4      | SCM Gloria Buzău               |
| 9   | Extremă stânga  | Ana Maria Tănăsie    | 6 aprilie 1994         | 1,72 m   | 9        | 8      | CS Minaur Baia Mare            |
| 12  | Portar          | Diana Ciucă          | 1 iunie 2000           | 1,80 m   | 14       | 0      | Rapid București                |
| 13  | Centru          | Cristina Laslo       | 10 aprilie 1996        | 1,77 m   | 52       | 72     | CS Minaur Baia Mare            |
| 14  | Inter stânga    | Bianca Bazaliu       | 30 iulie 1997          | 1,83 m   | 4        | 6      | RK Podravka Koprivnica         |
| 20  | Portar          | Iulia Dumanska       | 15 august 1996         | 1,78 m   | 55       | 0      | RK Podravka Koprivnica         |
| 21  | Pivot           | Crina Pintea         | 3 aprilie 1990         | 1,92 m   | 95       | 139    | Győri Audi ETO KC              |
| 26  | Inter stânga    | Anca Polocoșer       | 1 mai 1997             | 1,80 m   | 23       | 21     | CS Minaur Baia Mare            |
| 27  | Pivot           | Lorena Ostase        | 25 iulie 1997          | 1,79 m   | 20       | 38     | CSM Slatina                    |
| 29  | Centru          | Andreea Rotaru       | 20 aprilie 1994        | 1,75 m   | 19       | 1      | SCM Gloria Buzău               |
| 31  | Inter stânga    | Bianca Harabagiu     | 31 mai 1995            | 1,82 m   | 17       | 9      | SCM Gloria Buzău               |
| 37  | Extremă dreapta | Alexandra Badea      | 22 mai 1998            | 1,75 m   | 0        | 0      | Rapid București                |
| 55  | Extremă dreapta | Oana Borș            | 23 noiembrie 2003      | 1,71 m   | 2        | 0      | CS Minaur Baia Mare            |
| 89  | Extremă dreapta | Laura Moisă          | 21 august 1989         | 1,73 m   | 84       | 42     | CS Gloria 2018 Bistrița-Năsăud |
| 96  | Inter dreapta   | Alina Ilie           | 7 mai 1996             | 1,77 m   | 4        | 3      | SCM Gloria Buzău               |
| 97  | Extremă stânga  | Alexandra Dindiligan | 16 februarie 1997      | 1,74 m   | 6        | 1      | CSM București                  |
| 98  | Portar          | Daciana Hosu         | 16 ianuarie 1998       | 1,82 m   | 9        | 0      | SCM Râmnicu Vâlcea             |

## Grupa D

### Puerto Rico
Antrenor principal:  Camilo Estevez
| Nr. | Post            | Nume                   | Data nașterii (vârsta) | Înălțime | Selecții | Goluri | Echipă |
| --- | --------------- | ---------------------- | ---------------------- | -------- | -------- | ------ | ------ |
| 1   | Portar          | Kitsa Escobar          | 1 decembrie 1990       | 1,58 m   | 30       | 2      |        |
| 2   | Inter dreapta   | Adriana Cabrera        | 23 noiembrie 1992      | 1,71 m   | 35       | 63     |        |
| 3   | Inter stânga    | Dana Canales           | 13 august 2005         | 1,64 m   | 0        | 0      |        |
| 4   | Inter stânga    | Kiaraliz Maldonado     | 24 ianuarie 2003       | 1,78 m   | 5        | 10     |        |
| 5   | Centru          | Nathalys Ceballos      | 3 octombrie 1990       | 1,52 m   | 60       | 150    |        |
| 6   | Centru          | Sheila Hiraldo         | 21 aprilie 1989        | 1,58 m   | 75       | 180    |        |
| 7   | Centru          | Edianed Benítez        | 22 septembrie 2003     | 1,60 m   | 5        | 10     |        |
| 8   | Extremă stânga  | Joane Vergara          | 20 august 1990         | 1,58 m   | 29       | 42     |        |
| 9   | Pivot           | Lilianushka Natal      | 24 iunie 1994          | 1,58 m   | 10       | 4      |        |
| 11  | Extremă stânga  | Alanis Benítez         | 23 octombrie 1997      | 1,58 m   | 10       | 5      |        |
| 12  | Portar          | Roxanalis Carrasquillo | 21 octombrie 1990      | 1,60 m   | 20       | 2      |        |
| 13  | Inter stânga    | Cyolimar Ortíz         | 10 august 2004         | 1,64 m   | 4        | 5      |        |
| 14  | Inter stânga    | Nicolette Pope         | 30 septembrie 1997     | 1,60 m   | 18       | 13     |        |
| 15  | Extremă dreapta | Jailene Maldonado      | 15 februarie 1995      | 1,76 m   | 42       | 115    |        |
| 16  | Portar          | Zugeily Soto           | 10 septembrie 1996     | 1,78 m   | 21       | 1      |        |
| 17  | Inter dreapta   | Ericka Graciani        | 4 aprilie 1996         | 1,68 m   | 29       | 64     |        |
| 18  | Pivot           | Ciris García           | 9 ianuarie 1991        | 1,77 m   | 75       | 124    |        |
| 21  | Inter stânga    | Nastasha Escobar       | 30 aprilie 2003        | 1,76 m   | 5        | 10     |        |
| 22  | Extremă stânga  | Zuleika Fuentes        | 29 iunie 1993          | 1,58 m   | 50       | 96     |        |
| 23  | Pivot           | Lizabeth Rodríguez     | 17 noiembrie 1992      | 1,64 m   | 15       | 18     |        |
| 24  | Extremă stânga  | Robeliz Ortíz          | 12 ianuarie 1995       | 1,58 m   | 2        | 4      |        |
| 28  | Inter stânga    | Nelanette Ramírez      | 31 martie 2004         | 1,64 m   | 0        | 0      |        |

### Suedia
Echipa a fost anunțată pe 3 noiembrie 2021. Pe 22 noiembrie, Evelina Källhage a înlocuit-o pe Mathilda Lundström, accidentată. Pe 30 noiembrie s-a anunțat că Daniela de Jong și Olivia Mellegård au fost adăugate echipei.
Antrenor principal:  Tomas Axnér
| Nr. | Post            | Nume                    | Data nașterii (vârsta) | Înălțime | Selecții | Goluri | Echipă                 |
| --- | --------------- | ----------------------- | ---------------------- | -------- | -------- | ------ | ---------------------- |
| 1   | Portar          | Johanna Bundsen         | 3 iunie 1991           | 1,85 m   | 106      | 1      | København Håndbold     |
| 2   | Extremă stânga  | Clara Lerby             | 8 mai 1999             | 1,72 m   | 4        | 4      | Lugi HF                |
| 4   | Extremă stânga  | Olivia Mellegård        | 17 iunie 1996          | 1,78 m   | 61       | 128    | København Håndbold     |
| 6   | Centru          | Carin Strömberg         | 10 iulie 1993          | 1,84 m   | 115      | 178    | Neptunes de Nantes     |
| 7   | Pivot           | Linn Blohm              | 20 mai 1992            | 1,80 m   | 123      | 338    | Győri Audi ETO KC      |
| 8   | Inter stânga    | Jamina Roberts          | 28 mai 1990            | 1,76 m   | 188      | 429    | IK Sävehof             |
| 9   | Inter stânga    | Melissa Petrén          | 18 ianuarie 1995       | 1,73 m   | 41       | 84     | København Håndbold     |
| 16  | Portar          | Jessica Ryde            | 18 mai 1994            | 1,85 m   | 35       | 0      | Herning-Ikast Håndbold |
| 17  | Inter dreapta   | Nina Dano               | 12 iunie 2000          | 1,72 m   | 19       | 29     | HH Elite               |
| 19  | Pivot           | Anna Lagerquist         | 16 octombrie 1993      | 1,75 m   | 81       | 111    | Rostov-Don             |
| 23  | Centru          | Emma Lindqvist          | 17 septembrie 1997     | 1,77 m   | 44       | 78     | Herning-Ikast Håndbold |
| 24  | Extremă dreapta | Nathalie Hagman         | 19 iulie 1991          | 1,67 m   | 176      | 551    | Neptunes de Nantes     |
| 30  | Portar          | Martina Thörn           | 21 februarie 1991      | 1,78 m   | 28       | 0      | Odense Håndbold        |
| 38  | Extremă stânga  | Elin Hansson            | 7 august 1996          | 1,73 m   | 29       | 62     | Skuru IK               |
| 39  | Extremă dreapta | Evelina Källhage        | 20 aprilie 1997        | 1,70 m   | 8        | 15     | Önnereds HK            |
| 40  | Pivot           | Vilma Matthijs Holmberg | 25 februarie 1999      | 1,75 m   | 7        | 0      | Skuru IK               |
| 42  | Centru          | Jenny Carlson           | 17 aprilie 1995        | 1,71 m   | 15       | 41     | Holstebro Håndbold     |
| 44  | Centru          | Daniela de Jong         | 1 septembrie 1998      | 1,77 m   | 3        | 2      | Skuru IK               |

### Țările de Jos
O echipă cu 21 de jucătoare a fost anunțată pe 8 noiembrie 2021. A fost redusă la 18 jucătoare pe 28 noiembrie 2021.
Antrenor principal:  Monique Tijsterman
| Nr. | Post            | Nume                  | Data nașterii (vârsta) | Înălțime | Selecții | Goluri | Echipă                  |
| --- | --------------- | --------------------- | ---------------------- | -------- | -------- | ------ | ----------------------- |
| 6   | Inter dreapta   | Laura van der Heijden | 27 iunie 1990          | 1,72 m   | 233      | 710    | Borussia Dortmund       |
| 7   | Extremă dreapta | Debbie Bont           | 9 decembrie 1990       | 1,75 m   | 190      | 375    | Metz Handball           |
| 8   | Inter stânga    | Lois Abbingh          | 13 august 1992         | 1,77 m   | 172      | 782    | Odense Håndbold         |
| 9   | Centru          | Larissa Nusser        | 8 februarie 2000       | 1,75 m   | 38       | 40     | København Håndbold      |
| 10  | Pivot           | Danick Snelder        | 22 mai 1990            | 1,78 m   | 194      | 467    | SG BBM Bietigheim       |
| 11  | Centru          | Lynn Knippenborg      | 7 ianuarie 1992        | 1,75 m   | 104      | 128    | Neckarsulmer SU         |
| 12  | Extremă stânga  | Bo van Wetering       | 10 mai 1999            | 1,72 m   | 38       | 98     | Odense Håndbold         |
| 18  | Inter stânga    | Kelly Dulfer          | 21 martie 1994         | 1,85 m   | 132      | 180    | SG BBM Bietigheim       |
| 19  | Pivot           | Merel Freriks         | 6 ianuarie 1998        | 1,75 m   | 51       | 63     | Borussia Dortmund       |
| 20  | Inter stânga    | Inger Smits           | 17 septembrie 1994     | 1,79 m   | 49       | 71     | SG BBM Bietigheim       |
| 22  | Extremă stânga  | Zoë Sprengers         | 19 ianuarie 2000       | 1,66 m   | 6        | 8      | Bayer 04 Leverkusen     |
| 26  | Extremă dreapta | Angela Malestein      | 31 ianuarie 1993       | 1,70 m   | 166      | 392    | FTC-Rail Cargo Hungaria |
| 30  | Portar          | Rinka Duijndam        | 6 august 1997          | 1,78 m   | 46       | 0      | Thüringer HC            |
| 31  | Extremă dreapta | Kelly Vollebregt      | 1 ianuarie 1995        | 1,65 m   | 9        | 13     | Odense Håndbold         |
| 33  | Portar          | Tess Wester           | 19 mai 1993            | 1,78 m   | 129      | 10     | CSM București           |
| 38  | Portar          | Yara ten Holte        | 23 noiembrie 1999      | 1,75 m   | 3        | 0      | Borussia Dortmund       |
| 48  | Inter dreapta   | Dione Housheer        | 26 septembrie 1999     | 1,80 m   | 42       | 91     | Odense Håndbold         |
| 79  | Inter stânga    | Estavana Polman       | 5 august 1992          | 1,74 m   | 134      | 488    | Team Esbjerg            |

### Uzbekistan
Antrenor principal:  Zafar Azimov
| Nr. | Post            | Nume                   | Data nașterii (vârsta) | Înălțime | Selecții | Goluri | Echipă |
| --- | --------------- | ---------------------- | ---------------------- | -------- | -------- | ------ | ------ |
| 1   | Portar          | Sarvinoz Sultonova     | 2 martie 1998          | 1,78 m   | 12       | 20     |        |
| 2   | Centru          | Madina Hudoikulova     | 26 decembrie 2001      | 1,58 m   | 8        | 200    |        |
| 3   | Extremă stânga  | Mehriniso Muhamadova   | 27 mai 2001            | 1,65 m   | 8        | 40     |        |
| 4   | Inter dreapta   | Husnia Safarova        | 1 ianuarie 1999        | 1,70 m   | 5        | 25     |        |
| 5   | Pivot           | Zuhra Botirova         | 20 iulie 2002          | 1,68 m   | 4        | 16     |        |
| 6   | Centru          | Zilola Mirzaeva        | 21 aprilie 2002        | 1,57 m   | 9        | 64     |        |
| 7   | Pivot           | Narghiza Iusupova      | 12 iulie 2000          | 1,75 m   | 6        | 35     |        |
| 8   | Inter dreapta   | Anastasia Mustafaeva   | 23 octombrie 1986      | 1,67 m   | 16       | 20     |        |
| 9   | Inter stânga    | Zahro Alaiarova        | 27 iulie 1997          | 1,57 m   | 12       | 100    |        |
| 10  | Centru          | Dilnoza Sultanova      | 23 aprilie 2001        | 1,70 m   | 7        | 35     |        |
| 11  | Centru          | Sevara Razakberghenova | 26 martie 1998         | 1,72 m   | 10       | 60     |        |
| 12  | Portar          | Tuorim Mamirova        | 3 septembrie 2002      | 1,76 m   | 3        | 15     |        |
| 13  | Inter stânga    | Charos Obidjonova      | 13 noiembrie 2002      | 1,68 m   | 6        | 25     |        |
| 14  | Centru          | Dilbarhon Bahromova    | 6 octombrie 1993       | 1,63 m   | 20       | 400    |        |
| 15  | Inter stânga    | Oiazimhon Abdumanonova | 12 ianuarie 2000       | 1,66 m   | 12       | 192    |        |
| 17  | Inter dreapta   | Maftunahon Vosilionova | 1 ianuarie 2000        | 1,59 m   | 10       | 60     |        |
| 18  | Extremă dreapta | Ozodahon Hudoiberdieva | 7 aprilie 2002         | 1,68 m   | 2        | 6      |        |
| 20  | Inter dreapta   | Daria Valeeva          | 3 martie 2003          | 1,70 m   | 2        | 8      |        |

## Grupa E

### Cehia
O echipă cu 21 de jucătoare a fost anunțată pe 12 noiembrie 2021. A fost redusă la 18 jucătoare pe 30 noiembrie 2021.
Antrenor principal:  Jan Bašný
| Nr. | Post            | Nume                 | Data nașterii (vârsta) | Înălțime | Selecții | Goluri | Echipă                      |
| --- | --------------- | -------------------- | ---------------------- | -------- | -------- | ------ | --------------------------- |
| 1   | Portar          | Karin Řezáčová       | 25 octombrie 2001      | 1,77 m   | 4        | 0      | DHC Plzeň                   |
| 3   | Extremă dreapta | Jana Knedlíková      | 22 iunie 1989          | 1,68 m   | 112      | 239    | Vipers Kristiansand         |
| 13  | Inter dreapta   | Silvie Polášková     | 13 ianuarie 1998       | 1,76 m   | 9        | 16     | DHC Sokol Poruba            |
| 14  | Inter stânga    | Kamila Kordovská     | 4 decembrie 1997       | 1,79 m   | 62       | 132    | HSG Blomberg-Lippe          |
| 20  | Pivot           | Veronika Andrýsková  | 24 mai 1997            | 1,92 m   | 12       | 4      | DHK Baník Most              |
| 21  | Centru          | Veronika Mikulášková | 16 octombrie 2000      | 1,71 m   | 13       | 6      | DHK Baník Most              |
| 22  | Inter dreapta   | Markéta Hurychová    | 9 aprilie 1997         | 1,74 m   | 16       | 19     | Saint-Amand Handball        |
| 29  | Extremă stânga  | Adéla Stříšková      | 14 decembrie 2000      | 1,59 m   | 3        | 2      | DHK Baník Most              |
| 33  | Portar          | Petra Kudláčková     | 17 octombrie 1994      | 1,73 m   | 46       | 1      | Jeanne d'Arc Dijon Handball |
| 34  | Centru          | Julie Franková       | 4 octombrie 2000       | 1,79 m   | 4        | 1      | DHC Slavia Praha            |
| 44  | Extremă dreapta | Dominika Zachová     | 4 iunie 1996           | 1,75 m   | 38       | 59     | Thüringer HC                |
| 48  | Inter dreapta   | Sára Kovářová        | 9 februarie 1999       | 1,74 m   | 19       | 40     | Kastamonu Bld. GSK          |
| 51  | Inter stânga    | Markéta Jeřábková    | 8 februarie 1996       | 1,74 m   | 66       | 283    | Vipers Kristiansand         |
| 67  | Extremă stânga  | Veronika Malá        | 6 mai 1994             | 1,70 m   | 73       | 202    | SG BBM Bietigheim           |
| 72  | Portar          | Michaela Malá        | 12 ianuarie 2003       | 1,76 m   | 0        | 0      | DHC Plzeň                   |
| 75  | Pivot           | Michaela Holanová    | 4 februarie 1990       | 1,74 m   | 17       | 23     | DHK Baník Most              |
| 77  | Inter stânga    | Magda Kašpárková     | 26 octombrie 1997      | 1,75 m   | 2        | 0      | DHK Zora Olomouc            |
| 96  | Inter stânga    | Charlotte Cholevová  | 29 iulie 2002          | 1,73 m   | 0        | 0      | DHK Baník Most              |

### Germania
Echipa a fost anunțată pe 15 noiembrie 2021.
Antrenor principal:  Henk Groener
| Nr. | Post            | Nume                  | Data nașterii (vârsta) | Înălțime | Selecții | Goluri | Echipă                         |
| --- | --------------- | --------------------- | ---------------------- | -------- | -------- | ------ | ------------------------------ |
| 2   | Inter dreapta   | Marlene Kalf          | 6 ianuarie 1990        | 1,70 m   | 93       | 210    | TuS Metzingen                  |
| 3   | Extremă dreapta | Amelie Berger         | 22 iulie 1999          | 1,69 m   | 35       | 69     | Borussia Dortmund              |
| 4   | Centru          | Alina Grijseels       | 12 aprilie 1996        | 1,74 m   | 40       | 59     | Borussia Dortmund              |
| 7   | Pivot           | Meike Schmelzer       | 19 iulie 1993          | 1,80 m   | 64       | 76     | CS Gloria 2018 Bistrița-Năsăud |
| 9   | Pivot           | Lisa Antl             | 21 iunie 2000          | 1,72 m   | 0        | 0      | Buxtehuder SV                  |
| 10  | Centru          | Mareike Thomaier      | 25 august 2000         | 1,71 m   | 3        | 1      | Bayer Leverkusen               |
| 11  | Inter stânga    | Xenia Smits           | 22 aprilie 1994        | 1,82 m   | 70       | 162    | SG BBM Bietigheim              |
| 12  | Portar          | Dinah Eckerle         | 16 octombrie 1995      | 1,74 m   | 65       | 3      | Team Esbjerg                   |
| 13  | Centru          | Silje Brøns Petersen  | 5 decembrie 1994       | 1,73 m   | 1        | 1      | TuS Metzingen                  |
| 17  | Inter dreapta   | Alicia Stolle         | 17 iunie 1996          | 1,82 m   | 59       | 128    | FTC-Rail Cargo Hungaria        |
| 18  | Centru          | Mia Zschocke          | 28 mai 1998            | 1,78 m   | 32       | 19     | Borussia Dortmund              |
| 20  | Inter stânga    | Emily Bölk            | 26 aprilie 1998        | 1,82 m   | 65       | 193    | FTC-Rail Cargo Hungaria        |
| 25  | Inter stânga    | Lena Degenhardt       | 31 mai 1999            | 1,78 m   | 2        | 3      | TuS Metzingen                  |
| 27  | Inter dreapta   | Julia Maidhof         | 13 martie 1998         | 1,76 m   | 15       | 54     | SG BBM Bietigheim              |
| 29  | Extremă stânga  | Antje Lauenroth       | 3 octombrie 1988       | 1,70 m   | 38       | 80     | SG BBM Bietigheim              |
| 33  | Pivot           | Luisa Schulze         | 14 septembrie 1990     | 1,90 m   | 108      | 133    | SG BBM Bietigheim              |
| 42  | Portar          | Katharina Filter      | 4 februarie 1999       | 1,81 m   | 5        | 1      | Buxtehuder SV                  |
| 95  | Extremă stânga  | Johanna Stockschläder | 11 februarie 1995      | 1,71 m   | 4        | 14     | Neckarsulmer SU                |

### Slovacia
O echipă cu 20 de jucătoare a fost anunțată pe 16 noiembrie 2021. Echipa oficială a fost făcută publică pe 30 noiembrie 2021.
Antrenor principal:  Pavol Streicher
| Nr. | Post            | Nume                | Data nașterii (vârsta) | Înălțime | Selecții | Goluri | Echipă                           |
| --- | --------------- | ------------------- | ---------------------- | -------- | -------- | ------ | -------------------------------- |
| 5   | Inter stânga    | Marianna Rebičová   | 15 august 1993         | 1,79 m   | 51       | 40     | IUVENTA Michalovce               |
| 6   | Extremă stânga  | Martina Popovcová   | 12 septembrie 2000     | 1,72 m   | 10       | 25     | IUVENTA Michalovce               |
| 10  | Extremă dreapta | Katarína Pócsíková  | 3 mai 1993             | 1,71 m   | 22       | 21     | HK Slovan Duslo Šaľa             |
| 11  | Inter dreapta   | Barbora Lancz       | 28 iulie 2002          | 1,72 m   | 9        | 20     | Mosonmagyaróvári KC SE           |
| 15  | Inter stânga    | Anette Hudáková     | 25 martie 1998         | 1,81 m   | 7        | 1      | Alba Regia-KSE                   |
| 17  | Centru          | Vladimíra Bajčiová  | 24 iunie 1998          | 1,70 m   | 10       | 0      | IUVENTA Michalovce               |
| 19  | Centru          | Adriána Holejová    | 11 februarie 1999      | 1,72 m   | 0        | 0      | IUVENTA Michalovce               |
| 21  | Inter stânga    | Simona Szarková     | 2 ianuarie 1992        | 1,74 m   | 68       | 232    | Siófok KC                        |
| 27  | Inter stânga    | Natália Némethová   | 2 decembrie 1999       | 1,80 m   | 7        | 10     | HC DAC Dunajská Streda           |
| 31  | Pivot           | Nikoleta Trúnková   | 23 septembrie 1998     | 1,85 m   | 21       | 36     | IUVENTA Michalovce               |
| 37  | Inter dreapta   | Bibiana Štefaniková | 7 decembrie 1998       | 1,80 m   | 2        | 0      | IUVENTA Michalovce               |
| 42  | Inter dreapta   | Karin Bujnochová    | 1 noiembrie 1994       | 1,80 m   | 31       | 42     | Achenheim Truchtersheim Handball |
| 44  | Centru          | Boglárka Bízik      | 22 septembrie 1989     | 1,72 m   | 4        | 0      | HC DAC Dunajská Streda           |
| 66  | Portar          | Adriana Medveďová   | 11 iulie 1992          | 1,82 m   | 59       | 1      | Handballclub Fivers Margareten   |
| 90  | Portar          | Viktória Oguntoyová | 24 decembrie 1990      | 1,81 m   | 20       | 0      | HC DAC Dunajská Streda           |
| 91  | Extremă stânga  | Réka Bíziková       | 21 decembrie 1991      | 1,68 m   | 42       | 77     | HC DAC Dunajská Streda           |

### Ungaria
O echipă cu 21 de jucătoare a fost anunțată pe 10 noiembrie 2021. A fost redusă la 20 de jucătoare pe 17 noiembrie 2021 și la 18 jucătoare pe 25 noiembrie 2021.
Antrenor principal:  Vladimir Golovin
| Nr. | Post            | Nume                    | Data nașterii (vârsta) | Înălțime | Selecții | Goluri | Echipă                  |
| --- | --------------- | ----------------------- | ---------------------- | -------- | -------- | ------ | ----------------------- |
| 2   | Centru          | Eszter Tóth             | 27 octombrie 1992      | 1,80 m   | 3        | 5      | Mosonmagyaróvári KC SE  |
| 4   | Pivot           | Petra Tóvizi            | 15 martie 1999         | 1,78 m   | 34       | 41     | Debreceni VSC           |
| 11  | Inter dreapta   | Anna Albek              | 2 decembrie 2001       | 1,89 m   | 0        | 0      | TuS Metzingen           |
| 12  | Portar          | Melinda Szikora         | 19 noiembrie 1988      | 1,75 m   | 20       | 0      | Bietigheim              |
| 16  | Portar          | Blanka Bíró             | 22 septembrie 1994     | 1,87 m   | 92       | 2      | FTC-Rail Cargo Hungaria |
| 18  | Extremă dreapta | Anett Kovács            | 12 noiembrie 1994      | 1,68 m   | 4        | 4      | FTC-Rail Cargo Hungaria |
| 19  | Extremă stânga  | Gréta Márton            | 3 octombrie 1999       | 1,73 m   | 35       | 78     | FTC-Rail Cargo Hungaria |
| 21  | Inter dreapta   | Szimonetta Planéta      | 12 decembrie 1993      | 1,98 m   | 53       | 70     | Debreceni VSC           |
| 23  | Extremă stânga  | Csenge Fodor            | 23 aprilie 1999        | 1,72 m   | 0        | 0      | Győri Audi ETO KC       |
| 30  | Portar          | Zsófi Szemerey          | 2 iunie 1994           | 1,83 m   | 0        | 0      | Mosonmagyaróvári KC SE  |
| 38  | Centru          | Petra Vámos             | 14 septembrie 2000     | 1,75 m   | 19       | 41     | Debreceni VSC           |
| 42  | Inter dreapta   | Katrin Klujber          | 21 aprilie 1999        | 1,70 m   | 37       | 172    | FTC-Rail Cargo Hungaria |
| 44  | Inter stânga    | Gréta Kácsor            | 24 aprilie 2000        | 1,75 m   | 8        | 9      | Váci NKSE               |
| 45  | Inter stânga    | Noémi Háfra             | 5 octombrie 1998       | 1,80 m   | 63       | 160    | Győri Audi ETO KC       |
| 58  | Pivot           | Réka Bordás             | 26 august 1997         | 1,84 m   | 6        | 7      | Debreceni VSC           |
| 66  | Extremă dreapta | Viktória Lukács         | 31 octombrie 1995      | 1,68 m   | 76       | 197    | Győri Audi ETO KC       |
| 68  | Pivot           | Laura Szabó             | 19 noiembrie 1997      | 1,85 m   | 26       | 43     | MTK Budapest            |
| 90  | Inter stânga    | Szandra Szöllösi-Zácsik | 22 aprilie 1990        | 1,83 m   | 78       | 261    | FTC-Rail Cargo Hungaria |

## Grupa F

### Congo
O echipă cu 21 de jucătoare a fost anunțată pe 14 noiembrie 2021.
Antrenor principal:  Younes Tatby
| Nr. | Post            | Nume                  | Data nașterii (vârsta) | Înălțime | Selecții | Goluri | Echipă                           |
| --- | --------------- | --------------------- | ---------------------- | -------- | -------- | ------ | -------------------------------- |
| 1   | Portar          | Ruth Kodia            | 13 ianuarie 1992       | 1,73 m   | 7        | 0      | DGSP                             |
| 5   | Extremă stânga  | Kimberley Rutil       | 5 august 1996          | 1,80 m   | 0        | 0      | Stella Saint-Maur Handball       |
| 6   | Extremă stânga  | Klenn Divoko          | 21 iunie 1993          | 1,79 m   | 9        | 11     | CARA Brazzaville                 |
| 7   | Extremă dreapta | Diane Yimga           | 27 aprilie 1992        | 1,83 m   | 8        | 10     | Reims Champagne HB               |
| 10  | Inter dreapta   | Mercianne Hendo       | 19 ianuarie 1997       | 1,72 m   | 6        | 7      | DGSP                             |
| 13  | Inter stânga    | Belvina Mouyamba      | 25 septembrie 1996     | 1,64 m   | 9        | 15     | CARA Brazzaville                 |
| 15  | Centru          | Avelle Ntondele       | 30 august 1998         | 1,66 m   | 10       | 7      | Étoile du Congo                  |
| 16  | Portar          | Magalie Bazekene      | 11 decembrie 1992      | 1,78 m   | 11       | 0      | CARA Brazzaville                 |
| 17  | Pivot           | Richca Obangue        | 2 septembrie 1994      | 1,75 m   | 8        | 4      | DGSP                             |
| 18  | Centru          | Patience Okabande     | 18 mai 1995            | 1,68 m   | 7        | 6      | Blanzat Sport Montluçon Handball |
| 23  | Extremă dreapta | Betchaïdelle Ngombele | 23 aprilie 2004        | 1,90 m   | 9        | 11     | CARA Brazzaville                 |
| 45  | Extremă stânga  | Joséphine Nkou        | 18 septembrie 1997     | 1,65 m   | 8        | 12     | Paris 92                         |
| 78  | Centru          | Fanta Diagouraga      | 30 iunie 2000          | 1,75 m   | 0        | 0      | Noisy-le-Grand handball          |
| 79  | Pivot           | Sharon Dorson         | 9 martie 1994          | 1,78 m   | 8        | 7      | Le Havre                         |
| 81  | Pivot           | Rita Saraiva          | 21 noiembrie 1992      | 1,77 m   | 8        | 6      | US Cagnes Handball               |
| 99  | Extremă stânga  | Kassandra Jappont     | 21 octombrie 1994      | 1,78 m   | 5        | 7      | Bergerac Périgord HB             |

### Coreea de Sud
Antrenor principal:  Jang In-ik
| Nr. | Post            | Nume           | Data nașterii (vârsta) | Înălțime | Selecții | Goluri | Echipă                           |
| --- | --------------- | -------------- | ---------------------- | -------- | -------- | ------ | -------------------------------- |
| 1   | Portar          | Oh Sa-ra       | 26 noiembrie 1992      | 1,73 m   | 12       | 3      | Busan                            |
| 6   | Extremă dreapta | Song Ji-young  | 5 mai 1995             | 1,64 m   | 7        | 12     | Seoul City                       |
| 7   | Extremă stânga  | Shin Eun-joo   | 9 septembrie 1993      | 1,70 m   | 8        | 14     | Incheon City                     |
| 8   | Pivot           | Lee Han-sol    | 23 august 1995         | 1,80 m   | 4        | 9      | SK Sugar Gliders                 |
| 9   | Centru          | Song Hye-soo   | 27 august 1999         | 1,63 m   | 8        | 12     | Korea National Sport University  |
| 11  | Inter dreapta   | Ryu Eun-hee    | 24 februarie 1990      | 1,79 m   | 26       | 79     | Győri Audi ETO KC                |
| 12  | Portar          | Jeong Jin-hui  | 24 martie 1999         | 1,80 m   | 11       | 0      | Korea National Sport University  |
| 13  | Extremă dreapta | Kim Yun-ji     | 16 ianuarie 2000       | 1,70 m   | 3        | 1      | Wonderful Samcheok               |
| 17  | Inter stânga    | Jo Su-yeon     | 6 iunie 1994           | 1,72 m   | 13       | 11     | SK Sugar Gliders                 |
| 19  | Centru          | Oh Ye-dam      | 8 mai 2000             | 1,62 m   | 3        | 7      | Incheon City                     |
| 21  | Extremă stânga  | Jo Ha-rang     | 15 iulie 1991          | 1,65 m   | 15       | 30     | Colorful Daegu                   |
| 22  | Inter dreapta   | Jeong Hyun-hui | 9 decembrie 2001       | 1,74 m   | 5        | 9      | Gwangji City                     |
| 23  | Centru          | Lee Mi-gyeong  | 2 octombrie 1991       | 1,70 m   | 39       | 57     | Omron                            |
| 24  | Pivot           | Kim So-ra      | 23 martie 1998         | 1,80 m   | 10       | 13     | Gyeongnam                        |
| 27  | Inter stânga    | Kim Jin-yi     | 20 iunie 1993          | 1,80 m   | 26       | 43     | Busan                            |
| 29  | Extremă dreapta | Shin Da-rae    | 14 iunie 1999          | 1,70 m   | 0        | 0      | Incheon City                     |
| 34  | Extremă dreapta | Jung Ji-in     | 18 iulie 2000          | 1,80 m   | 8        | 15     | Korea National Sports University |

### Danemarca
Echipa a fost anunțată pe 2 noiembrie 2021. Pe 3 decembrie 2021, Michala Møller a înlocuit-o în echipă pe Mia Rej, accidentată la genunchi în meciul inaugural.
Antrenor principal:  Jesper Jensen
| Nr. | Post            | Nume               | Data nașterii (vârsta) | Înălțime | Selecții | Goluri | Echipă                  |
| --- | --------------- | ------------------ | ---------------------- | -------- | -------- | ------ | ----------------------- |
| 1   | Portar          | Sandra Toft        | 18 octombrie 1989      | 1,74 m   | 142      | 1      | Brest Bretagne Handball |
| 2   | Extremă stânga  | Lærke Nolsøe       | 19 februarie 1996      | 1,67 m   | 48       | 93     | Viborg HK               |
| 8   | Inter stânga    | Anne Mette Hansen  | 25 august 1994         | 1,82 m   | 115      | 318    | Győri Audi ETO KC       |
| 10  | Pivot           | Kathrine Heindahl  | 26 martie 1992         | 1,82 m   | 91       | 171    | ȚSKA Moscova            |
| 11  | Inter stânga    | Line Haugsted      | 11 noiembrie 1994      | 1,80 m   | 66       | 92     | Viborg HK               |
| 12  | Portar          | Anna Kristensen    | 25 octombrie 2000      | 1,83 m   | 10       | 0      | Viborg HK               |
| 13  | Extremă dreapta | Simone Böhme       | 17 august 1991         | 1,69 m   | 39       | 49     | Siófok KC               |
| 16  | Portar          | Althea Reinhardt   | 1 septembrie 1996      | 1,80 m   | 68       | 0      | Odense Håndbold         |
| 18  | Inter dreapta   | Mette Tranborg     | 1 ianuarie 1996        | 1,92 m   | 75       | 192    | Team Esbjerg            |
| 23  | Inter stânga    | Kristina Jørgensen | 17 ianuarie 1998       | 1,87 m   | 60       | 116    | Viborg HK               |
| 24  | Centru          | Mia Rej            | 2 februarie 1990       | 1,68 m   | 35       | 85     | Odense Håndbold         |
| 25  | Extremă dreapta | Trine Østergaard   | 17 octombrie 1991      | 1,66 m   | 136      | 249    | SG BBM Bietigheim       |
| 27  | Inter dreapta   | Louise Burgaard    | 17 octombrie 1992      | 1,76 m   | 126      | 258    | Metz Handball           |
| 31  | Centru          | Simone Petersen    | 28 august 1997         | 1,75 m   | 6        | 5      | Herning-Ikast Håndbold  |
| 32  | Inter stânga    | Mie Højlund        | 24 octombrie 1997      | 1,80 m   | 52       | 84     | Odense Håndbold         |
| 33  | Extremă stânga  | Emma Friis         | 31 octombrie 1999      | 1,62 m   | 9        | 21     | Herning-Ikast Håndbold  |
| 34  | Pivot           | Rikke Iversen      | 18 mai 1993            | 1,78 m   | 28       | 29     | Odense Håndbold         |
| 42  | Inter stânga    | Michala Møller     | 16 februarie 2000      | 1,78 m   | 0        | 0      | Team Esbjerg            |

### Tunisia
O echipă cu 17 jucătoare a fost anunțată pe 4 octombrie 2021.
Antrenor principal:  Moez Ben Amor
| Nr. | Post            | Nume             | Data nașterii (vârsta) | Înălțime | Selecții | Goluri | Echipă                     |
| --- | --------------- | ---------------- | ---------------------- | -------- | -------- | ------ | -------------------------- |
| 5   | Extremă dreapta | Aya Ben Abdallah | 19 august 1997         | 1,68 m   | 17       | 20     | Handball Octeville-sur-Mer |
| 7   | Extremă stânga  | Fatma Bouri      | 9 ianuarie 1993        | 1,79 m   | 23       | 27     | Club Africain              |
| 9   | Pivot           | Ons Yaakoub      | 13 noiembrie 2002      | 1,81 m   | 7        | 9      | Ezzahra Sport Handball     |
| 10  | Inter dreapta   | Amal Hamrouni    | 16 iunie 1995          | 1,56 m   | 38       | 171    | La Roche-sur-Yon Vendée HB |
| 11  | Extremă stânga  | Boutheïna Amiche | 12 septembrie 1990     | 1,73 m   | 40       | 59     | Ezzahra Sport Handball     |
| 14  | Pivot           | Mouna Jlezi      | 22 iunie 1991          | 1,73 m   | 30       | 57     | HC Zalău                   |
| 15  | Pivot           | Rakia Rezgui     | 26 august 1996         | 1,81 m   | 38       | 69     | Stella Saint-Maur Handball |
| 16  | Portar          | Fadia Omrani     | 27 februarie 1984      | 1,72 m   | 79       | 1      | Club Africain              |
| 17  | Inter stânga    | Chayma Jouini    | 2 iulie 1996           | 1,73 m   | 17       | 52     | Bergerac Périgord HB       |
| 21  | Centru          | Sondes Hachana   | 7 septembrie 1996      | 1,72 m   | 31       | 64     | Al Ahly                    |
| 29  | Centru          | Eya Masri        | 29 mai 2000            | 1,68 m   | 13       | 31     | Club Africain              |
| 32  | Extremă dreapta | Nada Zalfani     | 11 noiembrie 2000      | 1,73 m   | 13       | 59     | Étoile Sportive du Sahel   |
| 33  | Portar          | Roua Mokaddem    | 9 aprilie 2000         | 1,78 m   | 7        | 0      | Menzah Sports              |
| 88  | Centru          | Fadwa Aouji      | 23 februarie 2001      | 1,71 m   | 18       | 81     | Ezzahra Sport Handball     |
| 96  | Inter dreapta   | Oumayma Dardour  | 6 ianuarie 1996        | 1,75 m   | 31       | 23     | Rouen Handball             |
| 98  | Centru          | Samia Belhadj    | 30 septembrie 1998     | 1,71 m   | 12       | 32     | Espoir sportif de Rejiche  |

## Grupa G

### Brazilia
O echipă cu 18 jucătoare a fost anunțată pe 22 octombrie 2021.
Antrenor principal:  Cristiano Silva
| Nr. | Post            | Nume                      | Data nașterii (vârsta) | Înălțime | Selecții | Goluri | Echipă                   |
| --- | --------------- | ------------------------- | ---------------------- | -------- | -------- | ------ | ------------------------ |
| 2   | Inter dreapta   | Bruna de Paula            | 26 septembrie 1996     | 1,70 m   | 65       | 181    | Metz Handball            |
| 6   | Inter stânga    | Mariane Fernándes         | 4 ianuarie 1996        | 1,65 m   | 7        | 12     | BM Bera Bera             |
| 7   | Pivot           | Tamires Morena Lima       | 16 mai 1994            | 1,83 m   | 117      | 169    | HC Dunărea Brăila        |
| 9   | Centru          | Ana Paula Belo            | 18 octombrie 1987      | 1,72 m   | 203      | 736    | HC Dunărea Brăila        |
| 10  | Extremă dreapta | Jéssica Quintino          | 17 aprilie 1991        | 1,76 m   | 125      | 321    | HC Dunărea Brăila        |
| 12  | Portar          | Bárbara Arenhart          | 4 octombrie 1986       | 1,81 m   | 175      | 12     | RK Krim                  |
| 13  | Inter stânga    | Talita Alves Carneiro     | 17 octombrie 1996      | 1,76 m   | 5        | 9      | CBF Málaga Costa del Sol |
| 15  | Centru          | Francielle da Rocha       | 10 iunie 1992          | 1,66 m   | 75       | 100    | HC Dunărea Brăila        |
| 20  | Extremă stânga  | Larissa Araújo            | 1 iulie 1992           | 1,67 m   | 65       | 134    | HC Dunărea Brăila        |
| 21  | Extremă dreapta | Adriana Cardoso de Castro | 29 octombrie 1990      | 1,67 m   | 45       | 132    | Metz Handball            |
| 22  | Inter stânga    | Samara Vieira             | 7 octombrie 1991       | 1,83 m   | 32       | 69     | HC Dunărea Brăila        |
| 23  | Inter dreapta   | Giulia Guarieiro          | 24 iulie 1995          | 1,74 m   | 15       | 11     | BM Granollers            |
| 26  | Extremă stânga  | Thais Fermo               | 11 iunie 1996          | 1,74 m   | 8        | 12     | BM Porriño               |
| 49  | Centru          | Patrícia Matieli          | 8 noiembrie 1988       | 1,68 m   | 60       | 65     | MKS Zagłębie Lubin       |
| 87  | Portar          | Renata Arruda             | 18 februarie 1999      | 1,78 m   | 35       | 5      | CS Măgura Cisnădie       |
| 91  | Pivot           | Lívia Ventura             | 18 ianuarie 1987       | 1,70 m   | 25       | 26     | Madeira Andebol SAD      |

### Croația
O echipă cu 19 jucătoare a fost anunțată pe 9 noiembrie 2021. A fost redusă la 18 jucătoare pe 22 noiembrie 2021 și la 16 jucătoare pe 28 noiembrie 2021.
Antrenor principal:  Nenad Šoštarić
| Nr. | Post            | Nume               | Data nașterii (vârsta) | Înălțime | Selecții | Goluri | Echipă                 |
| --- | --------------- | ------------------ | ---------------------- | -------- | -------- | ------ | ---------------------- |
| 1   | Portar          | Lucija Bešen       | 29 martie 1998         | 1,80 m   | 15       | 0      | RK Lokomotiva Zagreb   |
| 3   | Extremă stânga  | Paula Posavec      | 26 august 1996         | 1,70 m   | 49       | 61     | RK Krim                |
| 7   | Centru          | Dora Krsnik        | 19 ianuarie 1992       | 1,70 m   | 42       | 84     | HB Plan de Cuques      |
| 8   | Centru          | Stela Posavec      | 26 august 1996         | 1,65 m   | 37       | 61     | RK Lokomotiva Zagreb   |
| 9   | Inter stânga    | Ćamila Mičijević   | 8 septembrie 1994      | 1,95 m   | 45       | 135    | Metz Handball          |
| 12  | Portar          | Ivana Kapitanović  | 17 septembrie 1994     | 1,83 m   | 38       | 6      | Metz Handball          |
| 14  | Inter stânga    | Larissa Kalaus     | 24 iunie 1996          | 1,73 m   | 25       | 78     | RK Podravka Koprivnica |
| 17  | Pivot           | Katarina Ježić     | 19 decembrie 1992      | 1,73 m   | 83       | 170    | Siófok KC              |
| 25  | Extremă stânga  | Lara Burić         | 13 august 2003         | 1,69 m   | 0        | 0      | RK Lokomotiva Zagreb   |
| 28  | Extremă stânga  | Andrea Šimara      | 13 iulie 1997          | 1,70 m   | 12       | 13     | RK Lokomotiva Zagreb   |
| 30  | Inter stânga    | Ivana Dežić        | 27 iulie 1994          | 1,78 m   | 13       | 28     | ŽRK Koka Varaždin      |
| 31  | Pivot           | Ana Debelić        | 9 ianuarie 1994        | 1,82 m   | 45       | 74     | Vipers Kristiansand    |
| 33  | Extremă dreapta | Ana Turk           | 29 iunie 1989          | 1,69 m   | 28       | 46     | RK Podravka Koprivnica |
| 35  | Extremă stânga  | Josipa Mamić       | 7 ianuarie 1996        | 1,65 m   | 8        | 12     | RK Lokomotiva Zagreb   |
| 77  | Centru          | Valentina Blažević | 14 februarie 1994      | 1,70 m   | 42       | 170    | CS Măgura Cisnădie     |
| 91  | Portar          | Tea Pijević        | 18 noiembrie 1991      | 1,72 m   | 35       | 1      | Alba Regia-KSE         |

### Japonia
O echipă cu 20 de jucătoare a fost anunțată pe 4 noiembrie 2021.
Antrenor principal:  Shigeo Kusumoto
| Nr. | Post            | Nume              | Data nașterii (vârsta) | Înălțime | Selecții | Goluri | Echipă                          |
| --- | --------------- | ----------------- | ---------------------- | -------- | -------- | ------ | ------------------------------- |
| 2   | Pivot           | Mika Nagata       | 28 mai 1994            | 1,80 m   | 43       | 18     | Hokkoku Bank                    |
| 7   | Extremă dreapta | Asuka Fujita      | 14 februarie 1996      | 1,66 m   | 55       | 149    | CS Minaur Baia Mare             |
| 17  | Pivot           | Clare Gray        | 3 iunie 1997           | 1,71 m   | 0        | 0      | Omron                           |
| 20  | Extremă dreapta | Natsumi Akiyama   | 23 iulie 1994          | 1,62 m   | 33       | 89     | Hokkoku Bank                    |
| 25  | Centru          | Mana Ohyama       | 7 decembrie 1992       | 1,64 m   | 58       | 127    | Alba Regia-KSE                  |
| 26  | Centru          | Natsuki Aizawa    | 6 ianuarie 1999        | 1,60 m   | 0        | 0      | Hokkoku Bank                    |
| 30  | Portar          | Sakura Hauge      | 7 ianuarie 1987        | 1,74 m   | 62       | 8      | ESBF Besançon                   |
| 33  | Inter dreapta   | Ikumi Iwabuchi    | 14 decembrie 1995      | 1,70 m   | 8        | 20     | Omron                           |
| 34  | Centru          | Maharu Kondo      | 24 ianuarie 1996       | 1,58 m   | 7        | 17     | Izumi Maple Reds                |
| 36  | Inter dreapta   | Kaho Nakayama     | 23 octombrie 1998      | 1,72 m   | 5        | 6      | Hokkoku Bank                    |
| 42  | Inter stânga    | Mana Yamamoto     | 22 martie 1997         | 1,75 m   | 7        | 24     | HC Nagoya                       |
| 44  | Inter stânga    | Yumi Kitahara     | 8 iulie 1995           | 1,71 m   | 3        | 3      | Sony Semiconductor              |
| 45  | Portar          | Abinaomi Osawa    | 31 iulie 1997          | 1,70 m   | 0        | 0      | Sony Semiconductor              |
| 46  | Portar          | Atsuko Baba       | 13 iunie 1995          | 1,64 m   | 0        | 0      | Hokkoku Bank                    |
| 47  | Pivot           | Naoko Sahara      | 18 ianuarie 1996       | 1,80 m   | 0        | 0      | Hokkoku Bank                    |
| 48  | Extremă dreapta | Saki Hattori      | 22 decembrie 1996      | 1,60 m   | 0        | 0      | Sony Semiconductor              |
| 49  | Extremă stânga  | Yuki Yoshidome    | 2 august 1998          | 1,64 m   | 0        | 0      | Hokkoku Bank                    |
| 51  | Inter stânga    | Ayaka Ohmatsuzawa | 7 august 1998          | 1,73 m   | 0        | 0      | Prestige International Aranamre |

### Paraguay
Echipa a fost anunțată pe 17 noiembrie 2021.
Antrenor principal:  Neri Vera
| Nr. | Post            | Nume                  | Data nașterii (vârsta) | Înălțime | Selecții | Goluri | Echipă                  |
| --- | --------------- | --------------------- | ---------------------- | -------- | -------- | ------ | ----------------------- |
| 1   | Portar          | Alicia Villalba       | 28 februarie 1989      | 1,72 m   | 150      | 3      | Handball Camargo        |
| 2   | Extremă stânga  | Fátima Acuña          | 14 august 1999         | 1,78 m   | 100      | 130    | Cerro Porteño           |
| 4   | Inter dreapta   | Fernanda Insfrán      | 7 februarie 1998       | 1,58 m   | 80       | 300    | Cerro Porteño           |
| 5   | Inter dreapta   | Kamila Rolon          | 5 iulie 1994           | 1,68 m   | 84       | 110    | San José Handball       |
| 6   | Pivot           | Sabrina Fiore         | 17 aprilie 1996        | 1,76 m   | 130      | 165    | UnC Concórdia           |
| 7   | Pivot           | Karina dos Santos     | 1 aprilie 1985         | 1,82 m   | 150      | 70     | San José Handball       |
| 8   | Inter stânga    | Jessica Fleitas       | 22 august 1997         | 1,63 m   | 80       | 100    | Cerro Porteño           |
| 9   | Centru          | Marizza Faría         | 20 august 1983         | 1,67 m   | 194      | 280    | Mavi Nuevas Tecnologías |
| 10  | Pivot           | Gisela González       | 16 aprilie 1997        | 1,71 m   | 70       | 80     | Cerro Porteño           |
| 11  | Centru          | Delyne Leiva          | 27 martie 1998         | 1,59 m   | 80       | 110    | Cerro Porteño           |
| 12  | Portar          | Fátima Ocampos        | 3 ianuarie 2003        | 1,80 m   | 15       | 2      | Balonmano Base Oviedo   |
| 13  | Extremă dreapta | Sofía Villalba        | 3 ianuarie 2003        | 1,74 m   | 20       | 30     | Cerro Porteño           |
| 14  | Inter stânga    | María Paula Fernández | 30 august 1998         | 1,54 m   | 80       | 130    | Balonmano Base Oviedo   |
| 19  | Pivot           | Nathalie Giménez      | 19 august 1992         | 1,71 m   | 20       | 10     | Cerro Porteño           |
| 21  | Inter stânga    | Ada Miskinich         | 28 aprilie 1995        | 1,79 m   | 20       | 15     | Cerro Porteño           |
| 26  | Extremă dreapta | Jazmín Mendoza        | 27 mai 2002            | 1,64 m   | 20       | 32     | Cerro Porteño           |

## Grupa H

### Argentina
O echipă cu 18 jucătoare a fost anunțată pe 1 noiembrie 2021.
Antrenor principal:  Eduardo Gallardo
| Nr. | Post            | Nume               | Data nașterii (vârsta) | Înălțime | Selecții | Goluri | Echipă                           |
| --- | --------------- | ------------------ | ---------------------- | -------- | -------- | ------ | -------------------------------- |
| 1   | Portar          | Marisol Carratú    | 15 iulie 1986          | 1,76 m   | 105      | 3      | CB Atlético Guardés              |
| 4   | Extremă dreapta | Rosario Urban      | 13 martie 1997         | 1,67 m   | 56       | 101    | Jeanne d'Arc Dijon Handball      |
| 5   | Inter stânga    | Manuela Pizzo      | 13 noiembrie 1991      | 1,78 m   | 145      | 357    | Skara HF                         |
| 6   | Extremă dreapta | Ayelén García      | 13 decembrie 1999      | 1,66 m   | 16       | 22     | River Plate                      |
| 7   | Pivot           | Rocío Campigli     | 6 august 1994          | 1,70 m   | 65       | 143    | CBF Málaga                       |
| 10  | Inter dreapta   | Luciana Mendoza    | 14 martie 1990         | 1,70 m   | 178      | 581    | Achenheim Truchtersheim Handball |
| 12  | Portar          | Ayelén Rosalez     | 21 mai 1995            | 1,81 m   | 5        | 0      | BM Porriño                       |
| 13  | Pivot           | Giuliana Gavilan   | 7 martie 1996          | 1,76 m   | 37       | 49     | Handball Plan-de-Cuques          |
| 15  | Pivot           | Antonela Mena      | 28 martie 1988         | 1,83 m   | 184      | 221    | CID Moreno                       |
| 16  | Portar          | Leila Niño         | 23 octombrie 1992      | 1,67 m   | 31       | 2      | Vélez Sarsfield                  |
| 17  | Inter dreapta   | Malena Cavo        | 2 aprilie 1999         | 1,69 m   | 21       | 57     | BM Bera Bera                     |
| 18  | Centru          | Macarena Sans      | 20 noiembrie 1996      | 1,65 m   | 79       | 120    | Club Deportivo Beti Onak         |
| 21  | Inter stânga    | Macarena Gandulfo  | 3 noiembrie 1993       | 1,75 m   | 79       | 88     | Le Pouzin HB07 Handbal           |
| 22  | Inter stânga    | Elke Karsten       | 15 mai 1995            | 1,77 m   | 99       | 287    | Molde HK                         |
| 23  | Extremă stânga  | Valentina Cisneros | 10 noiembrie 1993      | 1,63 m   | 7        | 7      | CID Moreno                       |
| 25  | Inter stânga    | Micaela Casasola   | 17 martie 1997         | 1,75 m   | 62       | 105    | BM Porriño                       |
| 26  | Extremă stânga  | Lucia Dalle        | 4 decembrie 1998       | 1,62 m   | 0        | 0      | Estudiantes de La Plata          |
| 36  | Inter stânga    | Delfina Ojea       | 30 aprilie 2003        | 1,70 m   | 0        | 0      | River Plate                      |

### Austria
Echipa a fost anunțată pe 10 noiembrie 2021.
Antrenor principal:  Herbert Müller
| Nr. | Post            | Nume              | Data nașterii (vârsta) | Înălțime | Selecții | Goluri | Echipă                 |
| --- | --------------- | ----------------- | ---------------------- | -------- | -------- | ------ | ---------------------- |
| 1   | Portar          | Lena Ivancok      | 29 martie 2001         | 1,75 m   | 8        | 0      | RK Lokomotiva Zagreb   |
| 3   | Inter stânga    | Katarina Pandza   | 17 februarie 2002      | 1,79 m   | 10       | 18     | TuS Metzingen          |
| 5   | Centru          | Sonja Frey        | 22 aprilie 1993        | 1,69 m   | 98       | 458    | Herning-Ikast Håndbold |
| 6   | Extremă stânga  | Mirela Dedic      | 15 decembrie 1991      | 1,69 m   | 66       | 103    | Hypo Niederösterreich  |
| 7   | Centru          | Johanna Schindler | 8 iunie 1994           | 1,71 m   | 51       | 28     | Hypo Niederösterreich  |
| 9   | Centru          | Patricia Kovács   | 26 mai 1996            | 1,78 m   | 51       | 167    | Mosonmagyaróvári KC SE |
| 11  | Extremă dreapta | Fabienne Tomasini | 14 iunie 1997          | 1,74 m   | 21       | 12     | LC Brühl               |
| 15  | Extremă dreapta | Claudia Wess      | 15 iunie 1995          | 1,81 m   | 53       | 51     | Hypo Niederösterreich  |
| 16  | Portar          | Petra Blazek      | 15 iunie 1987          | 1,82 m   | 201      | 2      | Thüringer HC           |
| 17  | Inter stânga    | Johanna Reichert  | 31 decembrie 2001      | 1,78 m   | 6        | 26     | Thüringer HC           |
| 22  | Pivot           | Stefanie Kaiser   | 31 octombrie 1992      | 1,81 m   | 79       | 106    | Hypo Niederösterreich  |
| 23  | Inter dreapta   | Klara Schlegel    | 7 mai 2001             | 1,82 m   | 12       | 23     | Frisch Auf Göppingen   |
| 27  | Portar          | Anna Hajgató      | 27 aprilie 1992        | 1,70 m   | 2        | 0      | Hypo Niederösterreich  |
| 29  | Inter stânga    | Ines Ivancok      | 14 aprilie 1998        | 1,80 m   | 37       | 82     | HSG Bensheim/Auerbach  |
| 48  | Extremă stânga  | Nina Neidhart     | 16 iunie 2001          | 1,72 m   | 20       | 48     | Hypo Niederösterreich  |
| 57  | Inter stânga    | Josefine Huber    | 19 februarie 1996      | 1,80 m   | 47       | 123    | Thüringer HC           |

### China
Echipa oficială a fost anunțată pe 2 decembrie 2021.
Antrenor principal:  Kim Gap-soo
| Nr. | Post            | Nume         | Data nașterii (vârsta) | Înălțime | Selecții | Goluri | Echipă            |
| --- | --------------- | ------------ | ---------------------- | -------- | -------- | ------ | ----------------- |
| 1   | Portar          | Lu Chang     | 6 aprilie 1998         | 1,80 m   | 7        | 0      | Shandong Handball |
| 3   | Extremă dreapta | Zhang Haixia | 10 februarie 1995      | 1,74 m   | 97       | 197    | Jiangsu Handball  |
| 5   | Centru          | Wang Jiayi   | 2 august 1996          | 1,68 m   | 50       | 75     | Shanhai Handball  |
| 10  | Inter stânga    | Tian Xiuxiu  | 13 ianuarie 1996       | 1,70 m   | 52       | 100    | Shandong Handball |
| 11  | Extremă stânga  | Yu Yuanyuan  | 30 ianuarie 1995       | 1,72 m   | 57       | 112    | Jiangsu Handball  |
| 12  | Portar          | Huang Xia    | 19 ianuarie 1995       | 1,78 m   | 0        | 0      | Jiangsu Handball  |
| 14  | Inter stânga    | Zhou Mengxue | 20 februarie 2000      | 1,75 m   | 33       | 95     | Anhui Handball    |
| 18  | Inter dreapta   | Liu Chan     | 10 august 1998         | 1,77 m   | 96       | 141    | Shanghai Handball |
| 19  | Pivot           | Mo Mengmeng  | 6 ianuarie 1995        | 1,80 m   | 42       | 19     | Jiangsu Handball  |
| 20  | Inter stânga    | Wang Keke    | 20 octombrie 1999      | 1,82 m   | 0        | 0      | Jiangsu Handball  |
| 23  | Extremă stânga  | Qu Wenna     | 2 ianuarie 2002        | 1,73 m   | 0        | 0      | Jiangsu Handball  |
| 27  | Pivot           | Gong Lei     | 23 ianuarie 2000       | 1,81 m   | 0        | 0      | Shandong Handball |
| 32  | Pivot           | Sun Jiao     | 7 noiembrie 1998       | 1,75 m   | 0        | 0      | Jiangsu Handball  |
| 34  | Centru          | Jin Mengqing | 29 mai 1995            | 1,72 m   | 67       | 190    | Jiangsu Handball  |
| 43  | Inter stânga    | Wang Shuhui  | 12 iunie 1993          | 1,79 m   | 4        | 0      | Jiangsu Handball  |
| 66  | Inter stânga    | Song Chenxi  | 26 ianuarie 2000       | 1,80 m   | 0        | 0      | Jiangsu Handball  |

### Spania
O echipă cu 18 jucătoare a fost anunțată pe 15 noiembrie 2021.
Antrenor principal:  José Ignacio Prades
| Nr. | Post            | Nume                       | Data nașterii (vârsta) | Înălțime | Selecții | Goluri | Echipă                         |
| --- | --------------- | -------------------------- | ---------------------- | -------- | -------- | ------ | ------------------------------ |
| 4   | Extremă dreapta | Carmen Martín              | 29 mai 1988            | 1,69 m   | 238      | 820    | CSM București                  |
| 6   | Inter stânga    | Carmen Campos              | 10 iulie 1995          | 1,71 m   | 19       | 28     | Jeanne d'Arc Dijon Handball    |
| 8   | Centru          | Silvia Arderíus            | 11 iulie 1990          | 1,69 m   | 55       | 51     | CBF Málaga Costa del Sol       |
| 10  | Pivot           | Elisabet Cesáreo           | 25 mai 1999            | 1,78 m   | 36       | 24     | BM Bera Bera                   |
| 12  | Portar          | Silvia Navarro             | 20 martie 1979         | 1,69 m   | 227      | 10     | BM Remudas                     |
| 13  | Extremă stânga  | Laura Hernández            | 13 mai 1997            | 1,70 m   | 4        | 6      | BM Bera Bera                   |
| 16  | Portar          | Mercedes Castellanos       | 21 iulie 1988          | 1,84 m   | 51       | 1      | CBF Málaga Costa del Sol       |
| 17  | Extremă stânga  | Jennifer Gutiérrez Bermejo | 20 februarie 1995      | 1,69 m   | 62       | 129    | Borussia Dortmund              |
| 18  | Extremă dreapta | Maitane Etxeberria         | 15 ianuarie 1997       | 1,69 m   | 38       | 58     | BM Bera Bera                   |
| 27  | Inter stânga    | Lara González Ortega       | 22 februarie 1992      | 1,85 m   | 138      | 149    | Paris 92                       |
| 30  | Extremă stânga  | Soledad López              | 4 aprilie 1992         | 1,62 m   | 48       | 112    | CBF Málaga Costa del Sol       |
| 33  | Pivot           | Kaba Gassama               | 16 august 1997         | 1,84 m   | 17       | 15     | Neptunes de Nantes             |
| 34  | Centru          | Alicia Fernández           | 21 decembrie 1992      | 1,73 m   | 58       | 140    | SCM Râmnicu Vâlcea             |
| 39  | Inter dreapta   | Almudena Rodríguez         | 9 noiembrie 1993       | 1,75 m   | 79       | 152    | CS Gloria 2018 Bistrița-Năsăud |
| 44  | Pivot           | Ainhoa Hernández           | 27 aprilie 1994        | 1,80 m   | 101      | 147    | CS Rapid București             |
| 51  | Inter dreapta   | Irene Espínola             | 19 decembrie 1992      | 1,83 m   | 13       | 6      | Neckarsulmer SU                |
| 62  | Inter dreapta   | Paula Arcos                | 21 decembrie 2001      | 1,68 m   | 7        | 10     | CB Atlético Guardés            |
| 86  | Inter stânga    | Alexandrina Cabral         | 5 mai 1986             | 1,75 m   | 127      | 589    | CS Gloria 2018 Bistrița-Năsăud |

## Statistici

### Antrenori după țară
Antrenorii evidențiați cu aldine au pregătit echipa propriei țări.
| Nr. | Țară          | Antrenori                                   |
| --- | ------------- | ------------------------------------------- |
| 2   | Țările de Jos | Henk Groener (Germania), Monique Tijsterman |
| 2   | Coreea de Sud | Jang In-ik, Gap Soo Kim (China)             |
| 2   | Muntenegru    | Bojana Popović, Dragan Adžić (Slovenia)     |
| 1   | Argentina     | Eduardo Gallardo                            |
| 1   | Danemarca     | Jesper Jensen                               |
| 1   | Spania        | José Ignacio Prades                         |
| 1   | Franța        | Olivier Krumbholz                           |
| 1   | Germania      | Herbert Müller (Austria)                    |
| 1   | Islanda       | Thorir Hergeirsson (Norvegia)               |
| 1   | Slovenia      | Uroš Bregar (Serbia)                        |
| 1   | Maroc         | Younes Tatby                                |
| 1   | Brazilia      | Cristiano Silva                             |
| 1   | Kazahstan     | Liazzat Ișanova                             |
| 1   | Japonia       | Shigeo Kusumoto                             |
| 1   | Camerun       | Serge Christian Guebogo                     |
| 1   | Uzbekistan    | Zafar Azimov                                |
| 1   | Suedia        | Tomas Axnér                                 |
| 1   | Puerto Rico   | Camilo Estévez                              |
| 1   | Tunisia       | Moez Ben Amor                               |
| 1   | Angola        | Filipe Cruz                                 |
| 1   | Slovacia      | Pavol Streicher                             |
| 1   | România       | Adrian Vasile                               |
| 1   | Rusia         | Liudmila Bodnieva                           |
| 1   | Ungaria       | Vladimir Golovin                            |
| 1   | Croația       | Nenad Šoštarić                              |
| 1   | Cehia         | Jan Bašný                                   |
| 1   | Iran          | Ezatollah Razmgar                           |
| 1   | Paraguay      | Neri Vera                                   |
| 1   | Norvegia      | Arne Senstad (Polonia)                      |